# 卡巴尼亚河
卡巴尼亚河（俄语：Река Кабанья），前称纳赫塔河（俄语：Река Нахтахе），是滨海边疆区捷尔涅伊区的河流，源起锡霍特山脉东坡，长97公里，流域面积1,086平方公里，注入日本海。1972年更为现名，名称来源有两种说法，一说河名来自汉语，意为“泥泞的河流”，一说河名来自土著语言乌德盖语“накта（野猪）”。